# Henrik Østervold
Henrik Olsen Østervold (Austevoll, Hordaland, 13 de gener de 1878 - Fana, Bergen, Hordaland, 21 d'agost de 1957) va ser un regatista noruec que va competir a començaments del segle xx. Era germà dels també regatistes Jan, Kristian i Ole Østervold.
El 1920 va prendre part en els Jocs Olímpics d'Anvers, on va guanyar la medalla d'or en els 12 metres (1907 rating) del programa de vela, a bord de l'Atlanta.